# Корња (Караш-Северин)
Корња (рум. Cornea) насеље је у Румунији у округу Караш-Северин у општини Корња. Oпштина се налази на надморској висини од 339 m.

## Прошлост
Аустријски царски ревизор Ерлер је 1774. године констатовао да место "Корниа" припада Оршовском округу и дистрикту. Село има милитарски статус, ту је поштанска станица а становништво је било претежно влашко.

## Становништво
Према подацима из 2002. године у насељу је живело 2178 становника.

### Попис2002.
| Расподела становништва по националности 2002.‍ | Расподела становништва по националности 2002.‍ | Расподела становништва по националности 2002.‍ | Расподела становништва по националности 2002.‍ | Расподела становништва по националности 2002.‍ |
| --------------------------------------------- | --------------------------------------------- | --------------------------------------------- | --------------------------------------------- | --------------------------------------------- |
|                                               |                                               |                                               |                                               |                                               |
| Румуни                                        | Румуни                                        |                                               | 2.143                                         | 98,4%                                         |
| Роми                                          | Роми                                          |                                               | 31                                            | 1,4%                                          |
| Украјинци                                     | Украјинци                                     |                                               | 3                                             | 0,1%                                          |

### Хронологија
| Година       | 1992 | 1993 | 1994 | 1995 | 1996 | 1997 | 1998 | 1999 | 2000 | 2001 | 2002 | 2003 | 2004 | 2005 | 2006 | 2007 | 2008 | 2009 | 2010 | 2011 | 2012 | 2013 | 2014 | 2015 | 2016 | 2017 |
| ------------ | ---- | ---- | ---- | ---- | ---- | ---- | ---- | ---- | ---- | ---- | ---- | ---- | ---- | ---- | ---- | ---- | ---- | ---- | ---- | ---- | ---- | ---- | ---- | ---- | ---- | ---- |
| Становништво | 2374 | 2363 | 2329 | 2311 | 2277 | 2247 | 2213 | 2187 | 2172 | 2140 | 2138 | 2119 | 2073 | 2061 | 2031 | 2024 | 1979 | 1948 | 1903 | 1879 | 1851 | 1819 | 1797 | 1776 | 1758 | 1718 |